# Випасне (Курманський район)
Випасне́ (до 1945 року — Япунджа, крим. Yapunca) — село Курманського району Автономної Республіки Крим.